# Goldrückenspecht

Ausbreitungsgebiet

Der Goldrückenspecht (Dendropicos griseocephalus, Syn.: Chloropicus griseocephalus) ist eine Vogelart aus der Familie der Spechte (Picidae).
Die Art wird auch zusammen mit dem Graubrustspecht (Dendropicos goertae) und dem Graukopfspecht (Dendropicos spodocephalus) in eine eigene Gattung Mesopicos platziert und dann als Mesopicos griseocephalus bezeichnet.
Der Vogel kommt in Subsahara-Afrika vor in Angola, der Demokratischen Republik Kongo, in Malawi, Mosambik, Sambia, Südafrika, Tansania und Uganda.
Der Lebensraum umfasst eine Vielzahl von Gebieten meist dichter Wald, gerne kleine Bauminseln, in der Nähe des Waldrandes und Bergwald, auch Galeriewald und baumbestandene Gärten meist von 900 bis 3700 m Höhe. Gegenüber dem Graukopfspecht kommt der Vogel in höheren Lagen und mehr im Waldesinneren vor.
Die Art ist Standvogel.
Das Artepitheton kommt lateinisch griseus ‚grau‘ und altgriechisch Κέφαλος kephalos, deutsch ‚Kopf‘.

## Merkmale
Der Vogel ist 18 bis 20 cm groß und wiegt 3 bis 51 g. Dieser Specht ist schlicht gefärbt mit grauem Kopf, olivfarbenem Körper und rotem Rumpf. Der Scheitel beim Männchen ist rot, beim Weibchen grau. Die Unterart ruwenzori weist einen roten Bauchfleck auf. Beim Männchen findet sich am Nacken oft eine feine schwarze Bänderung und graue Basis der Federn, der übrige Kopf einschließlich Stirn, Kinn und Kehle sind dunkelgrau, die Oberseite matt olivgrün mit einem Hauch von Bronze. Die Schwanzdecken sind rot, manchmal mit dunklerer Basis. Die Flügeldecken haben blass bronze-grüne Ränder, an den dunkelbraunen Flugfedern sind manchmal blasse Flecken und olivgrüne Berandung zu erkennen. Die Schwanzoberseite ist schwärzlich-braun oder schwarz mit olivfarbenen Rändern. Die Unterseite ist bronzefarben-oliv, an der Brust mit etwas Goldgelb, Richtung Unterschwanzdecken deutlich grauer, die Flügelunterseiten sind blass bräunlich, die Schwanzunterseite bräunlich mit gelbem Einschlag an den äußeren Federn. Der ziemlich lange Schnabel ist gerade, grau bis schwärzlich, am Unterschnabel blasser und leicht grünlich oder bläulich. Die Iris ist braun, die Beine sind grau mit etwas Oliv.
Die Art ist dem Graukopfspecht (Dendropicos spodocephalus) ähnlich, ist aber dunkler gefärbt, die Unterseite ist großteils olivfarben und nicht grau.
Das Weibchen ist am Kopf grau ohne Rot und hat einen etwas kürzeren Schnabel. Jungvögel sind auf der Oberseite blasser und grüner, unten grauer und meist gebändert und haben etwas Rot.

## Geografische Variation
Es werden folgende Unterarten anerkannt:
- D. g. ruwenzori (Sharpe, 1902), – Angola, Nordsamiba, -malawi und zentrales Tansania bis Südosten der Demokratischen Republik Kongo und Südwestuganda, schließt die Unterart persimilis mit ein[10]
- D. g. kilimensis (Neumann, 1926) – Nord- und Osttansania
- D. g. griseocephalus (Boddaert, 1783), Nominatform – Südmosambik bis Südafrika

## Stimme
Der Ruf wird als lautes, schrilles zweisilbiges „weet“, „wee-rit wee-rit“ oder „weet-er“ beschrieben, der Vogel trommelt selten in weichen, schnellen Wirbeln.

## Lebensweise
Die Nahrung besteht aus Insekten und Wirbellosen, gerne Ameisen und Käfer, die einzeln oder paarweise, auch häufig in gemischten Jagdgemeinschaften auf den Bäumen in mittlerer bis größerer Höhe gesucht werden. Das Paar bleibt das ganze Jahr über zusammen.
Die Brutzeit liegt in Tansania zwischen April und Juni, in Zaire zwischen Februar und September, in Südafrika zwischen Oktober und November. Das Nestloch wird überwiegend vom Männchen in einem abgestorbenen aufrechten Baumstamm in 2 bis 18 m Höhe gegraben, das Gelege besteht aus 2 bis 3 Eiern, die von beiden Elternvögeln bebrütet werden.
Das Nest wird vom Strichelstirn-Honiganzeiger (Indicator variegatus) parasitiert.

## Gefährdungssituation
Die Art gilt als nicht gefährdet (Least Concern).